# Ctenophilus paurodus
Ctenophilus paurodus är en mångfotingart som beskrevs av Cook 1896. Ctenophilus paurodus ingår i släktet Ctenophilus och familjen småjordkrypare.
Artens utbredningsområde är Togo. Inga underarter finns listade i Catalogue of Life.